# Золоті гірки
Золоті гірки — середньовічне городище в Усть-Донецькому районі Ростовської області Росія.

## Історія
Городище розташоване на схід від міста Новочеркаська біля Камишової балки, на пагорбі, між станицями Безсергенєвська й Мелиховська, у заплаві річки Аксай (правий рукав Дону), на її правому березі розташовано середньовічне городище Золоті гірки.
Час існування городища — близько VIII—X сторіччя, середньовічного Хозарського каганату.
Виявлено хозарське городище було в 1986 році експедицією Новочеркаського музею історії донського козацтва при розкопках на крутому пагорбі біля Камишової балки.
З 2002 року й до тепер на городищі здійснюються археологічні розкопки, що проводяться міжнародною експедицією вчених Росії, США, Великої Британії, Польщі, під керівництвом В. В. Ключникова з Ростовського державного університету.
В археологічних розкопках виявлено фрагменти кераміки з елементами, властивими для болгарської салтівської культури, фрагменти кераміки, створеної в аланських традиціях. Серед виявлених артефактів — фрагменти північно-причорноморських амфор, піфосів, глиняна піч для коржів, деталь конини (блок чумбура), декілька мідних монет, бісер.
При розкопках на городищі також виявлено шматки стін, зроблених з каменю, безліч частин керамічного начиння, виготовленого на гончарному колі, серед яких амфори з червоної та сірої глини.
Житлові будови ймовірно робили з сирцю; цоколі будинків викладали каменем про що свідчать купи жовто-сірого ґрунту біля стін.
На городищі також виявлені поховання чоловіків, включно із золотоординської доби. У 2004 році на городищі розкопано двір, викладений каменем, поховання жінки з дитиною.